# Kazuo Nagano
Kazuo Nagano (永野 一男, Nagano Kazuo, 1er août 1952 – 18 juin 1985) est président de la société Toyota Shoji (sans rapport avec la société automobile), responsable de l'escroquerie de 3 855 personnes, essentiellement des personnes âgées, pour un montant de 12 000 000 000  ¥ . En 1985, deux militants d'extrême droite pénètrent par la fenêtre dans sa maison à Osaka en présence d'au moins 40 journalistes  et le poignardent à mort avec une baïonnette. L'un des meurtriers reçoit une peine d'emprisonnement de 8 ans tandis que l'autre une peine de 10 ans.

## Source de la traduction
- (en) Cet article est partiellement ou en totalité issu de l’article de Wikipédia en anglais intitulé « Kazuo Nagano » (voir la liste des auteurs).